# Иоиль (Воскобойников)
Иоиль Воскобойников (1742—1816) — наместник Киево-Печерской лавры, архимандрит Выдубицкого монастыря Русской православной церкви.

## Биография
Воскобойников родился в 1742 году в городе Лохвица Полтавской губернии; сын казака. Образование получил в Киево-Могилянской духовной академии и по окончании в ней курса был учителем в Переяславской духовной семинарии. 
В 1774 году перешёл на должность главного корректора типографии Киево-Печерской лавры.
24 февраля 1776 году Воскобойников принял монашество с именем Иоиль; 16 марта 1779 года был рукоположён в иеромонаха. 
В Киево-Печерской лавре Иоиль Воскобойников состоял одновременно проповедником, казначеем, библиотекарем. Ему Лаврская библиотека обязана приведением в порядок и благоустройством. 26 января 1786 года отец Иоиль был назначен соборным иеромонахом. 
29 октября 1800 года Иоиль Воскобойников стал наместником  Киево-Печерской лавры. 
29 декабря 1804 года он был определён настоятелем в Киево-Выдубицкий Михайловский монастырь, с оставлением и в Лавре наместником. 
28 января 1805 года Иоиль Воскобойников был посвящён во архимандрита. 9 августа 1815 года, по собственному прошению, за старостью и слабости здоровья, был освобождён от настоятельства.
Иоиль Воскобойников скончался 11 сентября 1816 года.